# Adelognathus dealbatus
Adelognathus dealbatus là một loài tò vò trong họ Ichneumonidae.